# 南山花
南山花（学名：Prismatomeris connata）为茜草科南山花属下的一个种。